# Altes Observatorium Lund

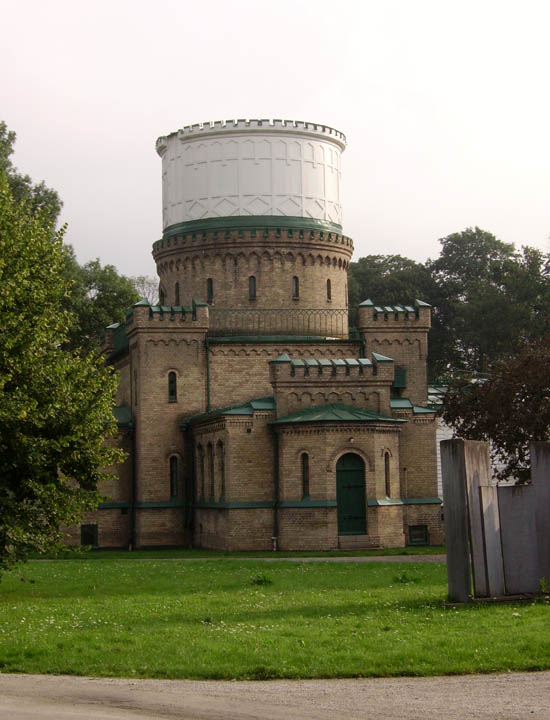
Das historische Gebäude des Alten Observatoriums, gesehen von der Svanegata

Das Alte Observatorium Lund (schwedisch Lunds gamla observatorium) ist eine Sternwarte in der südschwedischen Stadt Lund. Es war bis 2001 Teil der Fakultät für Astronomie der Universität Lund.
Das heute denkmalgeschützte Gebäude wurde von Helgo Zettervall geschaffen und 1867 eingeweiht, nachdem die Fakultät vom zentral gelegenen Kungshuset umgezogen war. 1897 wurde Carl Charlier Direktor des Observatoriums. Es liegt innerhalb des mittelalterlichen Stadtwalls im Observatorieparken, direkt neben dem Stadtpark. Das Observatorium ist mit einem 25 cm großen Refraktor samt Meridiankreis ausgerüstet. In den 1950er-Jahren wurde auf Initiative von Knut Lundmark ein Panoramabild des Nachthimmels produziert, die sogenannte „Vintergatskarta“. Zwischen 1978 und 2001 befand sich ein der Allgemeinheit zugängliches Planetarium im Gebäude. 
Die Astronomische Fakultät wechselte 2001 in ihr neu errichtetes Institut an der Sölvegata, im Norden der Stadt. Das neue Observatorium wurde dabei in Lunds alten Wasserturm integriert.
Koordinaten: 55° 41′ 58,5″ N, 13° 11′ 16,2″ O